# Pałac Barberini
Pałac Barberini (niem. Palais Barberini, Palast Barberini) – barokowy budynek, znajdujący się w Poczdamie przy Alter Markt. Wzorowany na rzymskim Palazzo Barberini budynek powstał w latach 1771–1772 jako część prowadzonego przez pruskiego króla Fryderyka II Wielkiego urbanistycznego przekształcenia Alter Markt. Początkowo mieścił restaurację z browarem (niem. Brauhaus), a po dokonanej w latach 1847–1851 przebudowie znajdowały się w nim mieszkania czynszowe – niektóre z pomieszczeń gmachu były także wykorzystywane przez poczdamskie organizacje kulturalne. Gdy budynek w 1912 roku zakupiły władze miejskie, stał się on siedzibą m.in. urzędu stanu cywilnego, biblioteki i centrali telefonicznej.
Podczas przeprowadzonego pod koniec II wojny światowej bombardowania Poczdamu Pałac Barberini uległ niemal całkowitemu zniszczeniu, a w 1948 roku jego pozostałości zostały rozebrane. W ramach prowadzonego przez poczdamskie władze przywracania Alter Markt do historycznej postaci budynek został odbudowany w latach 2013–2016 ze środków fundacji należącej do przedsiębiorcy z branży informatycznej, miliardera i mecenasa sztuki Hassa Plattnera. Obiekt stanowi siedzibę Museum Barberini.

## Historia

### Okoliczności budowy

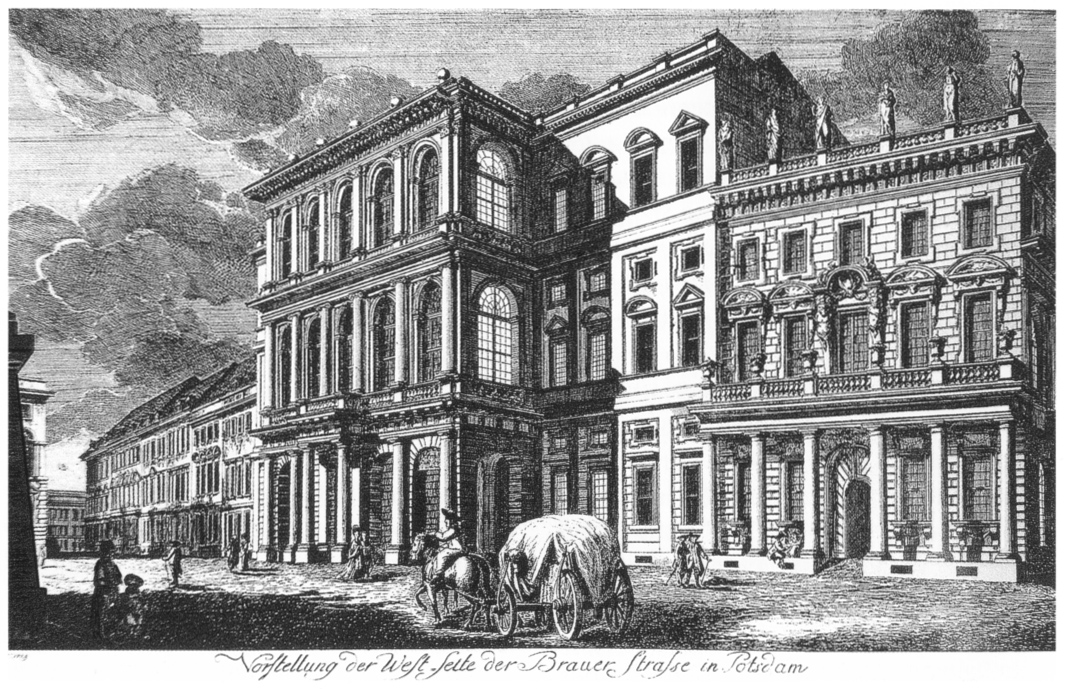
Pałac Barberini na rycinie Andreasa Ludwiga Krügera z 1779 roku

Budynek został zbudowany w stylu barokowym w latach 1771–1772 według projektu architektów Georga Christiana Ungera i Karla von Gontarda. Powstał na miejscu prostego, krytego dachem czterospadowym budynku mieszkalnego w zabudowie bliźniaczej jako część prowadzonego w latach 1750–1777 przez pruskiego króla Fryderyka II Wielkiego urbanistycznego przekształcenia poczdamskiego Alter Markt. Był jednym z wielu wybudowanych w tamtych czasach w Poczdamie budynków, charakteryzujących się bogato zdobionymi, inspirowanymi włoską architekturą mieszczańską fasadami oraz skromnymi wnętrzami o niskim standardzie użytkowania i będących efektem upodobania Fryderyka II Wielkiego do włoskich wzorów, a także ładnego wyglądu.
Za inspirację i wzór dla zewnętrznych form budynku, w którym ulokowano restaurację z browarem (niem. Brauhaus), posłużył Palazzo Barberini znajdujący się w Rzymie, wybudowany z inicjatywy braci Francesca i Taddea Barberinich w latach 1626-1638. Gmach ten był obiektem szczególnego uwielbienia ze strony Fryderyka II Wielkiego, mimo iż nigdy nie był on na obszarze dzisiejszych Włoch i go nie widział. Znał jego wygląd z rycin autorstwa m.in. Giovanniego Battisty Piranesiego, które zakupił od znanego krytyka i kolekcjonera sztuki Francesca Algarottiego. Nazwa poczdamskiego budynku była w późniejszych latach błędnie utożsamiana z popularną XVIII-wieczną tancerką La Barberiną.

### Przebudowa i dalsze użytkowanie

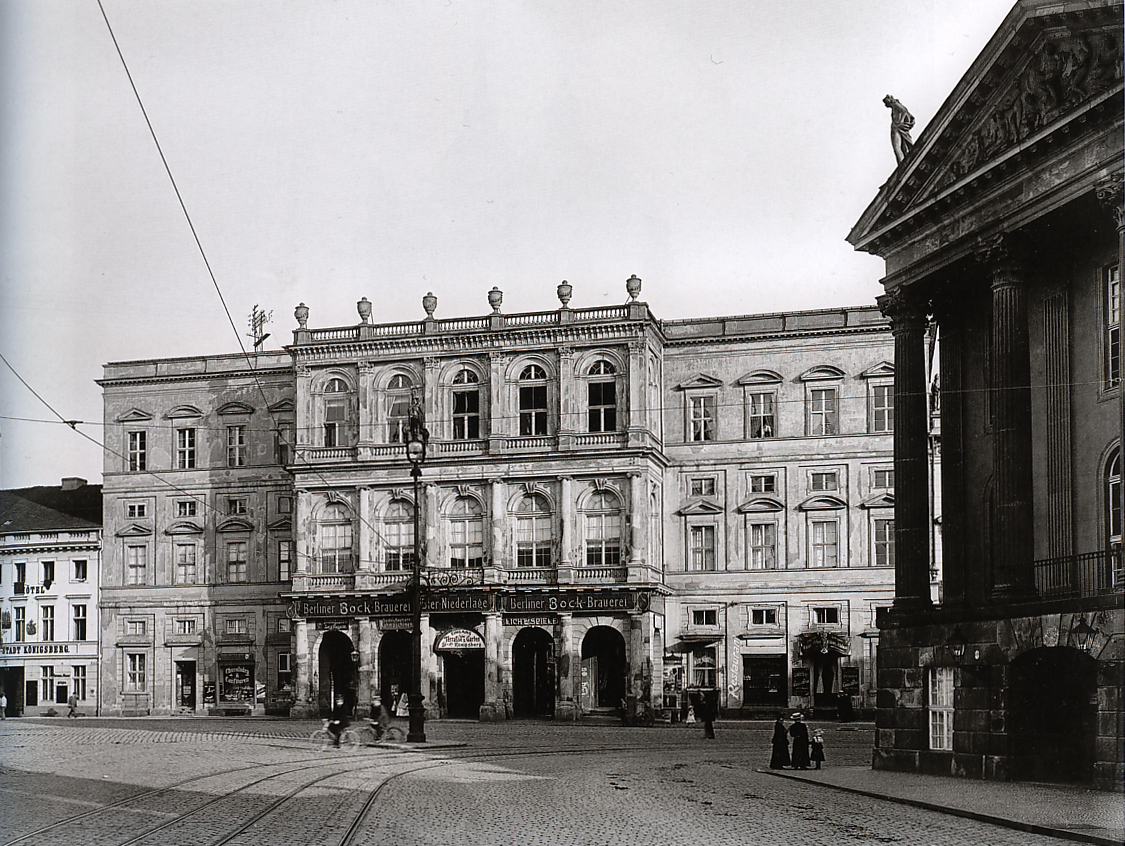
Pałac Barberini w 1907 roku

W latach 1847–1851 przeprowadzono z inicjatywy króla Fryderyka Wilhelma IV przebudowę Pałacu Barberini, której projekt opracował architekt Ludwig Persius. Podczas prac, które władca sfinansował kwotą 80 tysięcy talarów, do tylnej strony gmachu dobudowano dwa boczne skrzydła, a także dokonano rozbudowy pomieszczeń położonych na dwóch górnych kondygnacjach budynku głównego. Pomieszczenia te były później wykorzystywane przez miejskie organizacje kulturalne, tj. Poczdamskie Stowarzyszenie Sztuki (niem. Potsdamer Kunstverein), Towarzystwo Literackie (niem. Literarische Gesellschaft) czy Towarzystwo Filharmoniczne (niem. Philharmonische Gesellschaft), które organizowały w nich wystawy, loterie artystyczne, odczyty oraz koncerty – wśród muzyków występujących w budynku byli m.in. Clara Schumann, Anton Rubinstein i Wilhelm Furtwängler. Pozostałe pomieszczenia gmachu przeznaczono na mieszkania czynszowe, w których do początku XX wieku w skromnych warunkach sanitarnych mieszkało ponad dwieście osób.
W 1910 roku w budynku uruchomiono pierwsze w Poczdamie kino, które działało przez sześć następnych lat. W 1912 roku gmach został zakupiony przez władze miejskie za 350 tysięcy marek. W tym czasie był w złym stanie technicznym i wizualnym. Rok później w budynku ulokowano pierwsze miejskie instytucje, tj. urząd stanu cywilnego i urząd ds. dróg miejskich. Ponadto później stał się on także siedzibą biblioteki, centrali telefonicznej, biura turystycznego i schroniska dla młodzieży. Rządzący Poczdamem w czasach nazistowskich nadburmistrz Hans Friedrichs planował przekształcenie gmachu w dom kultury, jednak plany te nie doszły do skutku z powodu braku funduszy. Ostatecznie w latach 30. XX wieku w budynku przeprowadzono tylko drobne prace remontowe.

### Zniszczenie

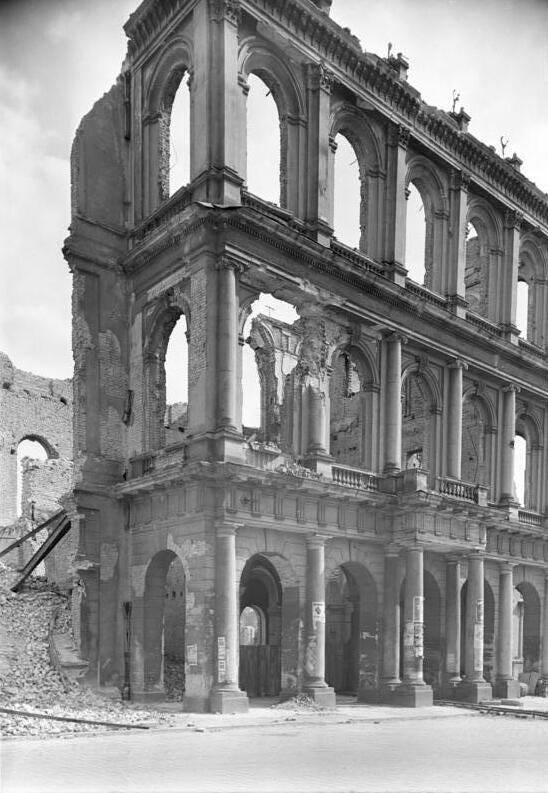
Ruiny Pałacu Barberini

Pod koniec II wojny światowej, w czasie przeprowadzonego 14 kwietnia 1945 roku przez lotnictwo brytyjskie bombardowania Poczdamu, Pałac Barberini został prawie całkowicie zniszczony. Zachowała się tylko część przedniej fasady, którą rozebrano w marcu 1948 roku. W okresie istnienia NRD, po wyburzeniu w 1960 roku spalonego pałacu miejskiego, obszar Alter Markt został poddany urbanistycznemu przekształceniu, którego celem było stworzenie miejsca do organizowania socjalistycznych uroczystości i manifestacji. W 1989 roku na terenie, na którym znajdował się Pałac Barberini, rozpoczęto budowę budynku teatru miejskiego. Dwa lata później znajdujący się w stanie surowym budynek został rozebrany.

### Odbudowa
Po zjednoczeniu Niemiec władze Poczdamu postanowiły przywrócić obszar Alter Markt do historycznej postaci. Pierwszym krokiem do realizacji tej koncepcji było rozpoczęcie w 2011 roku odbudowy pałacu miejskiego, który otwarto trzy lata później jako siedzibę Landtagu Brandenburgii. Jeszcze w trakcie prac budowlanych związanych z pałacem miejskim zaplanowano także odbudowę rzędu położonych niegdyś między Alter Markt a Hawelą budynków, wśród których znajdował się Pałac Barberini. Na etapie debaty nad funkcją odbudowanego Pałacu Barberini władze miejskie odrzuciły koncepcję właścicielki jednego z poczdamskich hoteli Gertrud Schmack, która w odbudowanym budynku chciała otworzyć hotel, a także plany ulokowania w nim mieszkań i lokali gastronomicznych, przedstawione przez berlińskiego przedsiębiorcę Abrisa Lelbacha. Zaakceptowały natomiast pomysł poczdamskiego przedsiębiorcy z branży informatycznej, miliardera i mecenasa sztuki Hassa Plattnera, aby w odbudowanym gmachu otworzyć muzeum sztuki o międzynarodowej randze.

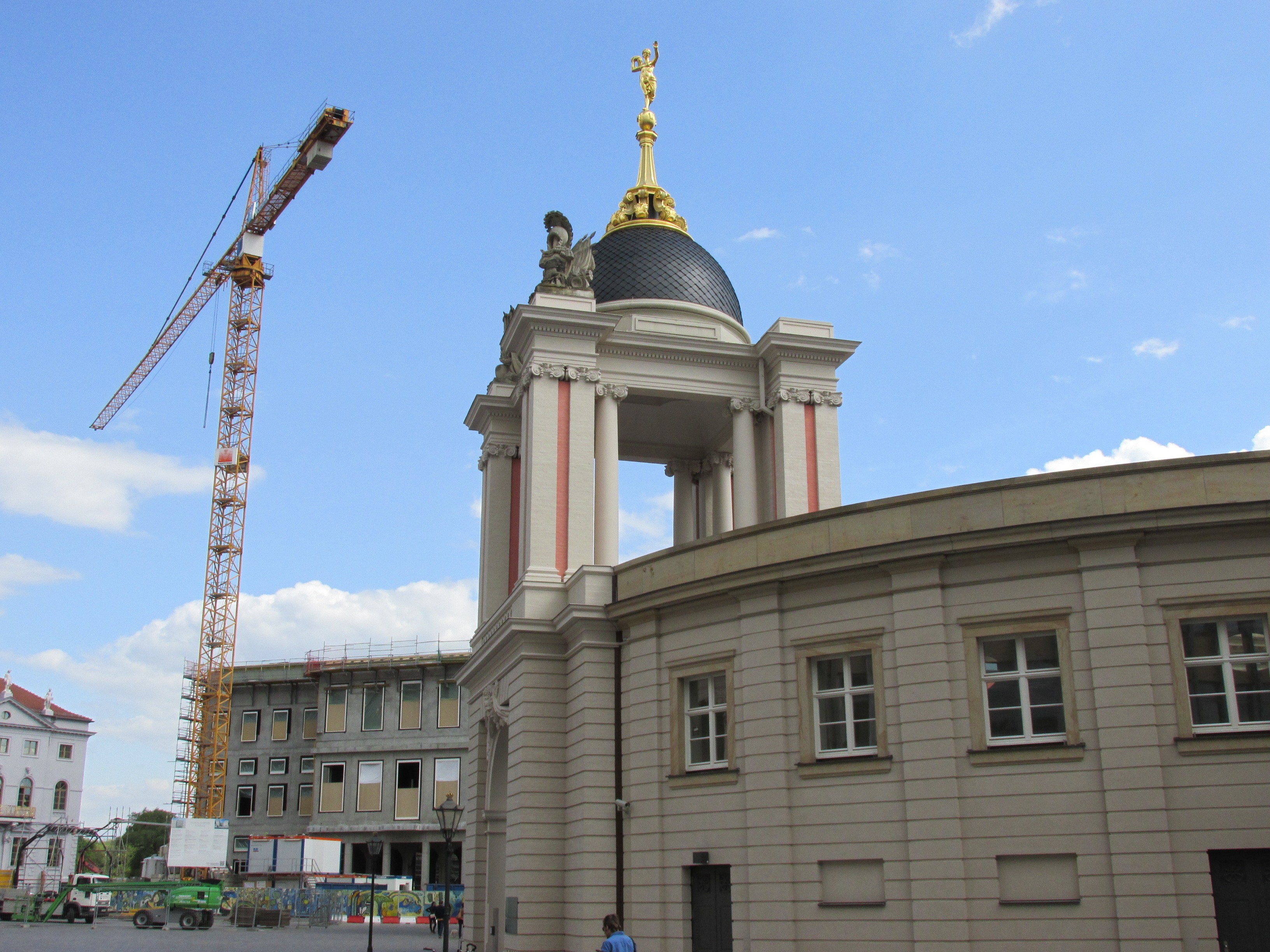
Portal Fortuny pałacu miejskiego w 2015 roku; na dalszym planie widoczny odbudowywany Pałac Barberini

Rekonstrukcja Pałacu Barberini, której projekt opracował Thomas Albrecht z berlińskiego biura architektonicznego Hillmer & Sattler und Albrecht została przeprowadzona w latach 2013–2016. Koszty prac budowlanych, wynoszące około 70-80 milionów euro w całości sfinansowała fundacja Hassa Plattnera. Budynek wybudowano w oparciu o współczesną technologię, z wykonanym z żelbetu szkieletem, na który nałożono wełnę mineralną, a na niej z kolei została umieszczona fasada. Fasadę głównej części budynku, zarówno od strony Alter Markt, jak i od strony Haweli zrekonstruowano w oparciu o stare zdjęcia pomiarowe, przy użyciu tradycyjnych technik rzemieślniczych oraz materiałów, tj. cegła i piaskowiec, który sprowadzono z tych samych miejsc, z których pochodził ten wykorzystany w oryginalnym budynku, tzn. z Pirny i Hradca Králové. Elewacje bocznych skrzydeł zostały wykonane z wełny mineralnej i pokryte grubą warstwą tynku mineralnego. Ozdabiające elewację detale architektoniczne stworzono z zabarwionego materiału mineralnego. Większość pomieszczeń budynku, przeznaczonych na cele wystawiennicze urządzono w oparciu o współczesną stylistykę z wykorzystaniem najnowszych rozwiązań technologicznych. Wyjątkiem jest foyer na parterze, którego historyczny wygląd odtworzono na podstawie starych zdjęć pomiarowych. Znajdujące się w nim sklepienie kopułowe wykonano z wykorzystaniem stosowanej współcześnie przy konserwacji zabytków techniki zwanej rabitz, polegającej na natryskowym nanoszeniu na zawieszoną pod sufitem, opartą na konstrukcji z metalowych prętów formę kilku warstw wzmocnionego włóknem tynku wapiennego. Przed otwarciem muzeum, w dniach 1-4 grudnia 2016 roku puste pomieszczenia budynku były udostępnione do zwiedzania.
20 stycznia 2017 roku w odbudowanym budynku odbyło się uroczyste otwarcie Museum Barberini z udziałem m.in. nadburmistrza Poczdamu Janna Jakobsa, premiera Brandenburgii Dietmara Woidkego, kanclerz Niemiec Angeli Merkel oraz amerykańskiego przedsiębiorcy i współzałożyciela firmy Microsoft Billa Gatesa. Z kolei trzy dni później muzeum oficjalnie otwarto dla zwiedzających. Stałym punktem oferty muzeum jest kolekcja Hasso Plattnera, w której znajdują się dzieła reprezentujące m.in. impresjonizm, amerykański modernizm i sztukę okresu NRD, aczkolwiek organizuje ono również prowadzone w międzynarodowej kooperacji wystawy czasowe dotyczące konkretnych tematów, artystów lub okresów. Oprócz Museum Barberini w gmachu znajdują się również: mogąca pomieścić około dwustu osób sala balowa, kawiarnia Museumscafé i położony w podziemiach pokój edukacyjny.

## Architektura

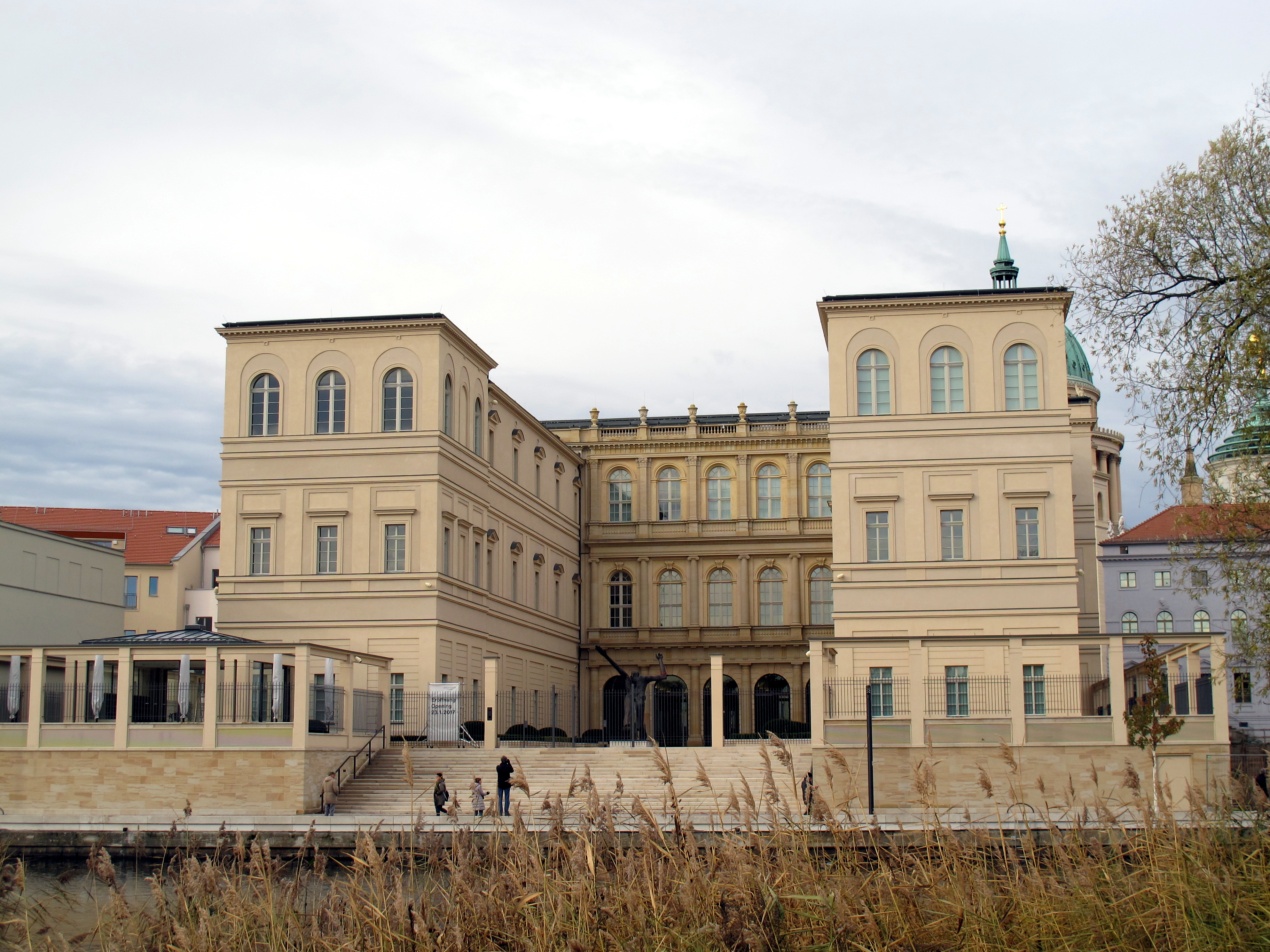
Boczne skrzydła budynku

Pałac Barberini nawiązuje swą architekturą do barokowego rzymskiego Palazzo Barberini. Ze względu na nieregularny kształt placu Alter Markt nie zdecydowano się na zbudowanie dokładnej kopii włoskiego pałacu, posiadającego mocno cofniętą część środkową i dwa boczne skrzydła tworzące przed nią dziedziniec – obawiano się, że przez taki dziedziniec kształt placu stałby się jeszcze bardziej nieregularny. Zamiast tego wybudowano dopasowany do frontu przebiegającej obok Alter Markt ulicy, mający 30 m wysokości i 42 m szerokości, budynek z lekko wysuniętym do przodu środkowym ryzalitem. Z tyłu gmachu powstały z kolei zabudowania gospodarcze, związane z jego pierwotną funkcją jako siedziby restauracji z browarem. Podczas przebudowy z lat 1847–1851 zabudowania te zastąpiono dwoma bocznymi skrzydłami. Oryginalny Pałac Barberini posiadał typowe dla poczdamskich domów mieszczańskich kondygnacje pośrednie. W obecnym zrekonstruowanym budynku kondygnacje te już nie istnieją.
Elewacja gmachu od strony Alter Markt ma trzynaście osi. Jej ozdobiony korynckimi i jońskimi pilastrami, posiadający łukowe okna i zwieńczony attyką z fryzem oraz dekoracyjnymi kamiennymi wazami środkowy ryzalit jest węższy od swojego pierwowzoru w Palazzo Barberini i na parterze przy wejściu ma pięć arkad (w rzymskim pałacu jest ich siedem). Arkady te pierwotnie były otwarte, a w odbudowanym budynku znajdują się w nich szklane drzwi – za ich pośrednictwem można przejść na znajdujący się pomiędzy bocznymi skrzydłami dziedziniec, który sąsiaduje z biegnącą wzdłuż Haweli promenadą. W historycznym budynku skrzydła miały po pięć kondygnacji, natomiast przy odbudowie ich liczbę zredukowano do trzech kondygnacji głównej części gmachu. Na prawo od arkad została umieszczona nieobecna w oryginalnym gmachu brama. Znajduje się za nią winda służąca do transportu większych dostaw eksponatów muzealnych na wyżej położone kondygnacje.

### Wnętrza

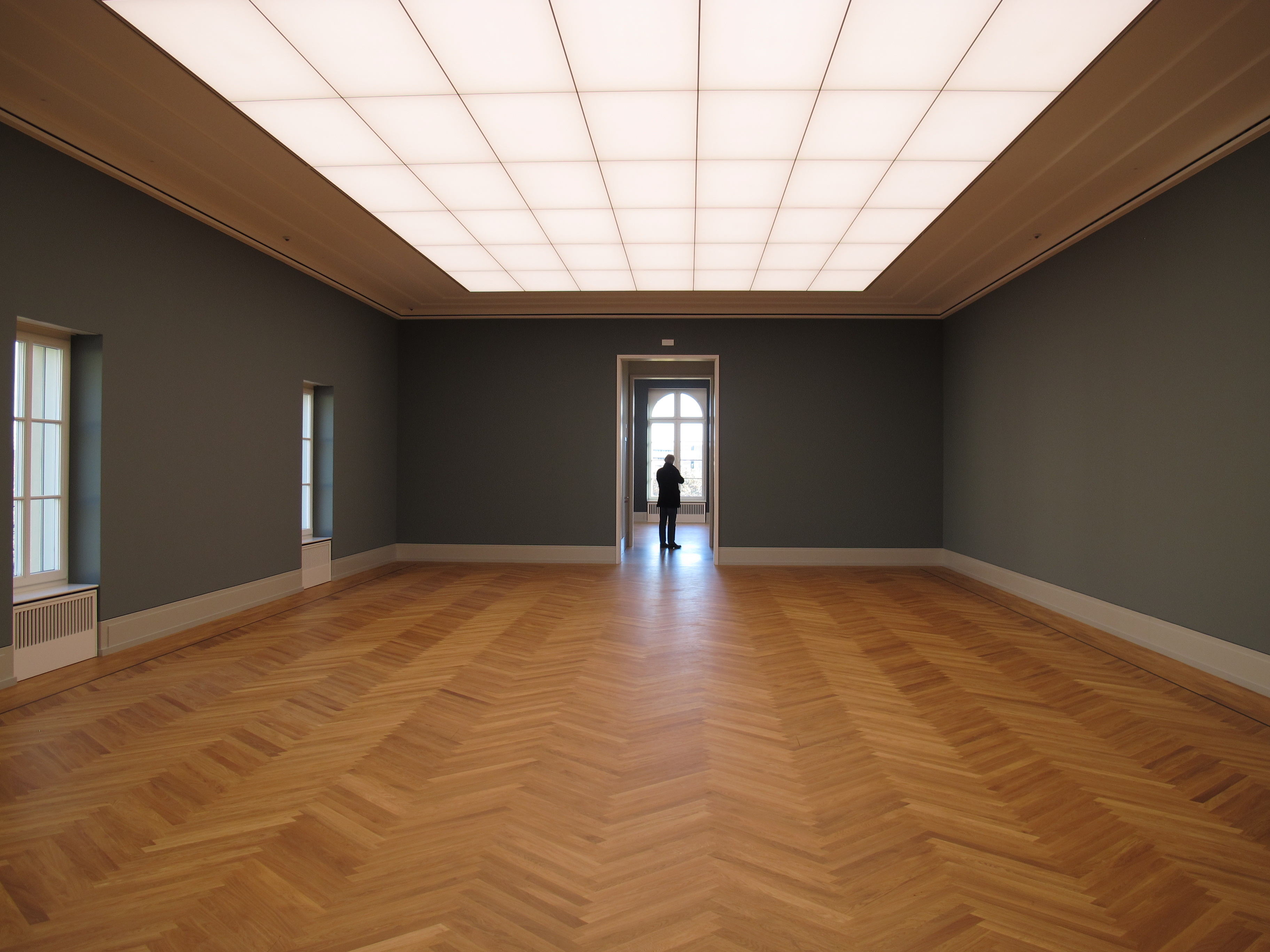
Jedno z pomieszczeń wystawienniczych w budynku

Na parterze Pałacu Barberini znajduje się foyer, będące jedynym zrekonstruowanym historycznym pomieszczeniem. Cechuje je wyłożona lastriko posadzka i sklepienie kopułowe, wsparte na pękatych kolumnach.
Pozostałą część parteru, a także dwie wyżej położone kondygnacje, zajmuje 17 pomieszczeń wystawienniczych o łącznej powierzchni 2200 m². Znajdują się w nich sufity, będące podwieszanymi konstrukcjami opartymi na pokrytych pochłaniającym dźwięk materiałem płytach gipsowo-kartonowych. Występują dwa ich rodzaje: proste i zakrzywione. Pomieszczenia z prostymi sufitami posiadają zamontowane na nich płaskie lampy oparte na diodach LED, z kolei te z zakrzywionymi sufitami są oświetlane liniowymi reflektorami opartymi na diodach LED, umieszczonymi na przymocowanych do ścian profilach gzymsowych. Na podłogach pomieszczeń są umieszczone parkiety z dębowych desek ułożonych w jodełkę.
W budynku są także dwie, wykończone tynkiem wapiennym klatki schodowe, charakteryzujące się czterema mającymi kwadratowy przekrój filarami, na których oparte są schody z poręczami nawiązującymi swą stylistyką do art déco. Filary te są pokryte lśniącym stiukiem.